# Ђорђе Јевтовић
Ђорђе Јевтовић (Београд, 1953) српски је лекар-инфектолог и универзитетски професор. Професор је Медицинског факултета и начелник центра за ХИВ на Клиници за инфектологију и тропске болести у Београду.